# Герб Станично-Луганського району
Герб Стани́чно-Луга́нського району — офіційний символ Станично-Луганського району Луганської області.

## Опис
Герб району являє собою геральдичний щит французької форми, розділений по вертикалі на два рівні поля синього й червоного кольорів. В центрі щита розміщено зображення двох перехрещених шашок. В нижній частині щита розташовані біло-сині хвилі.
Щит обрамлено вінком з золотого дубового листя. У вінок вплетено блакитну стрічку, на якій міститься напис «СТАНИЧНО-ЛУГАНСЬКИЙ РАЙОН».

## Символіка
- Синій колір символізує добро.
- Червоний колір — символ мультикультурності населення району.
- Шашки символізують козацький правопорядок.
- Хвилі вказують на наявність водойм в районі.
- Дубове листя вказує на сільськогосподарську направленість економіки району та наявність лісів.